# Gonodonta pseudamianta
Gonodonta pseudamianta là một loài bướm đêm trong họ Noctuidae.